# Stranger in Us All
Stranger in Us All – ósmy album studyjny zespołu Rainbow. Ukazał się pod szyldem „Ritchie Blackmore’s Rainbow”. Wydany w 1995 roku, jest pierwszym i zarazem ostatnim albumem po reaktywacji zespołu w 1994 roku. Powstał po definitywnym odejściu Ritchiego Blackmore’a z Deep Purple. Ze względu na zobowiązania kontraktowe wobec firmy BMG, Ritchie Blackmore musiał nagrać jeszcze jeden album o charakterystyce rockowej, dlatego zdecydował się reaktywować zespół Rainbow. Zaprosił do zespołu zupełnie nowych muzyków, tym razem byli to nowojorscy muzycy sesyjni: Paul Morris na instrumentach klawiszowych, Greg Smith na gitarze basowej i John O’Reilly na perkusji. Wokalistą został Doogie White na podstawie przypadkowo znalezionej taśmy, którą kilka lat wcześniej wysłał do managementu Ritchiego Blackmore’a. Styl muzyczny albumu przypomina bardziej ten z okresu działalności z Joe Lynn Turnerem, niż nagrania z Dio. Płyta zawiera nową aranżację (parafraza) dzieła Edvarda Griega „W grocie Króla Gór”, czyli utwór „Hall of the Mountain King” oraz ponownie nagrany cover zespołu The Yardbirds pod tytułem „Still I'm Sad” skomponowany przez Paula Samwella-Smitha i Jima McCarty’ego (pierwsza instrumentalna wersja ukazała się na albumie Ritchie Blackmore’s Rainbow w 1975 roku. Kolejne wersje, tym razem śpiewane, pojawiały się na płytach koncertowych zespołu w czasach, kiedy wokalistą był Ronnie James Dio). Po trasie koncertowej promującej album „Stranger in Us All”, Blackmore rozwiązał definitywnie zespół w roku 1997 i założył wraz ze swoją partnerką Candice Night grupę Blackmore’s Night, grającą muzykę renesansową.

## Lista utworów
Wszystkie, z wyjątkiem opisanych skomponowali Doogie White i Ritchie Blackmore.
| 1.  | „Wolf to the Moon”                                             | 4:16  |
|     | - (White, Blackmore, Candice Night)                            |       |
| 2.  | „Cold Hearted Woman”                                           | 4:31  |
|     |                                                                |       |
| 3.  | „Hunting Humans (Insatiable)”                                  | 5:45  |
|     |                                                                |       |
| 4.  | „Stand and Fight”                                              | 5:22  |
|     |                                                                |       |
| 5.  | „Ariel”                                                        | 5:39  |
|     | - (Blackmore, Night)                                           |       |
| 6.  | „Too Late for Tears”                                           | 4:56  |
|     | - (White, Blackmore, Pat Regan)                                |       |
| 7.  | „Black Masquerade”                                             | 5:35  |
|     | - (White, Blackmore, Paul Morris, Night)                       |       |
| 8.  | „Silence”                                                      | 4:04  |
|     |                                                                |       |
| 9.  | „Hall of the Mountain King”                                    | 5:34  |
|     | - (Edvard Grieg, aranżacja Blackmore, Night)                   |       |
| 10. | „Still I'm Sad”                                                | 5:22  |
|     | - (Paul Samwell-Smith, Jim McCarty) Bonus na wydaniu japońskim |       |
| 11. | „Emotional Crime”                                              | 3:49  |
|     |                                                                |       |
|     |                                                                | 54:53 |
|     |                                                                |       |

## Skład zespołu
- Ritchie Blackmore – gitary
- Doogie White – śpiew, chórki
- Paul Morris – instrumenty klawiszowe
- Greg Smith – gitara basowa, chórki
- John O’Reilly – perkusja

Muzycy dodatkowi:
- Candice Night – chórki
- Mitch Weiss – harmonijka ustna